# 니시무라 유이치
니시무라 유이치(일본어: 西村雄一, 1972년 4월 17일 ~ )는 전 일본의 축구 심판이다.
그는 2004년에 국제 축구 연맹으로부터 국제 심판 자격을 취득하였으며, 2007년 FIFA U-17 월드컵에서 벨기에와 튀니지, 아르헨티나와 온두라스, 독일과 트리니다드 토바고의 조별 예선 세 경기, 페루와 가나의 8강전 경기, 스페인과 나이지리아의 결승전 경기의 주심을 맡았다. 또한 그는 2008년 아프리카 네이션스컵에서 아시아 국가 출신의 유일한 축구 심판으로 활동했으며, 2010년 FIFA 월드컵에서 우루과이와 프랑스, 스페인과 온두라스, 파라과이와 뉴질랜드의 조별 예선 세 경기, 네덜란드와 브라질의 8강전 경기의 주심을 맡기도 하였다.
그러나 그는 2008년 4월 29일에 열린 FC 도쿄와 오이타 트리니타의 J리그 9라운드 경기에서 주심에 항의하는 오이타의 우에모토 다이카이에게 "입 다물고 있어라"와 "죽어라"라는 내용의 폭언을 함으로써 구설수에 오르기도 하였다.
또한 2014년 FIFA 월드컵에서 브라질과 크로아티아와의 개막전에서, 크로아티아 측 페널티 에어리어 내에 있는 프레드의 헐리우드 액션을 크로아티아의 반칙으로 판정하여 브라질 네이마르에게 논란의 페널티킥을 주어 성공시킴으로써 크로아티아 선수들과 축구팬들로부터 격렬한 항의를 받기도 하였다.

## 주요 경력
- 2007년 AFC 아시안컵: 인도네시아와 바레인, 사우디아라비아와 바레인의 조별 예선 두 경기, 이라크와 베트남의 8강전 경기
- 2007년 FIFA U-17 월드컵: 벨기에와 튀니지, 아르헨티나와 온두라스, 독일과 트리니다드 토바고의 조별 예선 세 경기, 페루와 가나의 8강전 경기, 스페인과 나이지리아의 결승전 경기
- 2008년 아프리카 네이션스컵: 튀니지와 세네갈, 카메룬과 잠비아의 조별 예선 두 경기, 이집트와 앙골라의 8강전 경기
- 2009년 FIFA U-20 월드컵: 미국과 독일, 가나와 잉글랜드, 독일과 카메룬의 조별 예선 세 경기, 헝가리와 코스타리카의 3, 4위전 경기
- 2010년 FIFA 월드컵: 우루과이와 프랑스, 스페인과 온두라스, 파라과이와 뉴질랜드의 조별 예선 세 경기, 네덜란드와 브라질의 8강전 경기
- 2012 런던올림픽 영국과 우루과이, 브라질과 벨라루스, 조별 예선
- 2014년 FIFA 월드컵: 브라질과 크로아티아의 개막 경기(아시아 출신 심판 최초)
- 2014년 브라질 월드컵 첫경기이자 개막전 경기인 브라질 VS 크로아티아의 경기에서 첫 오심으로 브라질 승리에 큰 기여, 간접적 브라질 대표팀 출신
- 2014년 브라질 월드컵 첫 오심 유발.